# Рейтинг WTA
Жіноча тенісна асоціація (WTA) запровадила рейтинг тенісисток у листопаді 1975 року.
Його розраховують щотижня й оголошують у понеділок за винятком ситуацій, коли попередній турнір з якихось причин (здебільшого через негоду) не вдалося завершити вчасно, тобто в неділю.
Рейтинг розраховують за сумою очок, набраних теністистками в турнірах WTA за останні 52 тижні. Враховують максимум 16 турнірів. Турніри, що проходять під егідою Міжнародної тенісної федерації (ITF), а також турніри серії WTA 125K теж приносять тенісистками очки. Кількість очок за кожен турнір визначают із затвердженої таблиці, яка з року в рік може дещо змінюватися.
16 залікових турнірів повинні обов'язково включати 4 Турніри Великого шлему, 4 турніри категорії прем'єрних обов'язкових і Чемпіонат WTA. Для тенісисток із чільної 20-ки обов'язково враховують також два результати з турнірів категорії прем'єрні топ-5. До 2016 року тенісистки набирали очки також у тенісних турнірах Олімпіад, але потім цю практику було скасовано.

## Таблиця нарахування очок
У таблиці наведено очки, що нараховуються за турніри WTA та ITF, станом на 2020 рік. S означає індивідуальний розряд, D — парний. Число перед цими позначеннями вказує, скільки тенісисток грають в основній сітці турніру.
| Категорія                      | П     | Ф     | ПФ   | ЧФ                                                        | 1/8                                                       | 1/16                                                      | 1/32                                                      | 1/64                                                      | Q                                                         | Q3                                                        | Q2                                                        | Q1                                                        |
| Турнір Великого шлему (S)      | 2000  | 1300  | 780  | 430                                                       | 240                                                       | 130                                                       | 70                                                        | 10                                                        | 40                                                        | 30                                                        | 20                                                        | 2                                                         |
| Турнір Великого шлему (D)      | 2000  | 1300  | 780  | 430                                                       | 240                                                       | 130                                                       | 10                                                        | –                                                         | 40                                                        | –                                                         | –                                                         | –                                                         |
| Чемпіонат WTA (S)              | 1500* | 1080* | 750* | Коловий турнір: +125 за участь у матчі, +125 за перемогу) | Коловий турнір: +125 за участь у матчі, +125 за перемогу) | Коловий турнір: +125 за участь у матчі, +125 за перемогу) | Коловий турнір: +125 за участь у матчі, +125 за перемогу) | Коловий турнір: +125 за участь у матчі, +125 за перемогу) | Коловий турнір: +125 за участь у матчі, +125 за перемогу) | Коловий турнір: +125 за участь у матчі, +125 за перемогу) | Коловий турнір: +125 за участь у матчі, +125 за перемогу) | Коловий турнір: +125 за участь у матчі, +125 за перемогу) |
| Чемпіонат WTA (D)              | 1500  | 1080  | 750  | 375                                                       | –                                                         | –                                                         | –                                                         | –                                                         | –                                                         | –                                                         | –                                                         | –                                                         |
| WTA Elite Trophy (S)           | 700*  | 440*  | 240* | Коловий турнір: +40 за участь у матчі, +80 за перемогу)   | Коловий турнір: +40 за участь у матчі, +80 за перемогу)   | Коловий турнір: +40 за участь у матчі, +80 за перемогу)   | Коловий турнір: +40 за участь у матчі, +80 за перемогу)   | Коловий турнір: +40 за участь у матчі, +80 за перемогу)   | Коловий турнір: +40 за участь у матчі, +80 за перемогу)   | Коловий турнір: +40 за участь у матчі, +80 за перемогу)   | Коловий турнір: +40 за участь у матчі, +80 за перемогу)   | Коловий турнір: +40 за участь у матчі, +80 за перемогу)   |
| Прем'єрні обов'язкові (96S)    | 1000  | 650   | 390  | 215                                                       | 120                                                       | 65                                                        | 35                                                        | 10                                                        | 30                                                        | –                                                         | 20                                                        | 2                                                         |
| Прем'єрні обов'язкові (64/60S) | 1000  | 650   | 390  | 215                                                       | 120                                                       | 65                                                        | 10                                                        | –                                                         | 30                                                        | –                                                         | 20                                                        | 2                                                         |
| Прем'єрні обов'язкові (28/32D) | 1000  | 650   | 390  | 215                                                       | 120                                                       | 10                                                        | –                                                         | –                                                         | –                                                         | –                                                         | –                                                         | –                                                         |
| Прем'єрні 5 (56S 64 Q)         | 900   | 585   | 350  | 190                                                       | 105                                                       | 60                                                        | 1                                                         | –                                                         | 30                                                        | 22                                                        | 15                                                        | 1                                                         |
| Прем'єрні 5 (56S 48/32 Q)      | 900   | 585   | 350  | 190                                                       | 105                                                       | 60                                                        | 1                                                         | –                                                         | 30                                                        | -                                                         | 20                                                        | 1                                                         |
| Прем'єрні 5 (28D)              | 900   | 585   | 350  | 190                                                       | 105                                                       | 1                                                         | –                                                         | –                                                         | –                                                         | –                                                         | –                                                         | –                                                         |
| Прем'єрні 5 (16D)              | 900   | 585   | 350  | 190                                                       | 1                                                         | –                                                         | –                                                         | –                                                         | –                                                         | –                                                         | –                                                         | –                                                         |
| Прем'єрні (56S)                | 470   | 305   | 185  | 100                                                       | 55                                                        | 30                                                        | 1                                                         | –                                                         | 25                                                        | –                                                         | 13                                                        | 1                                                         |
| Прем'єрні (32S)                | 470   | 305   | 185  | 100                                                       | 55                                                        | 1                                                         | –                                                         | –                                                         | 25                                                        | 18                                                        | 13                                                        | 1                                                         |
| Прем'єрні (16D)                | 470   | 305   | 185  | 100                                                       | 1                                                         | –                                                         | –                                                         | –                                                         | –                                                         | –                                                         | –                                                         | –                                                         |
| Міжнародні (32S 32Q)           | 280   | 180   | 110  | 60                                                        | 30                                                        | 1                                                         | –                                                         | –                                                         | 18                                                        | 14                                                        | 10                                                        | 1                                                         |
| Міжнародні (32S 16Q)           | 280   | 180   | 110  | 60                                                        | 30                                                        | 1                                                         | –                                                         | –                                                         | 18                                                        | –                                                         | 12                                                        | 1                                                         |
| Міжнародні (16D)               | 280   | 180   | 110  | 60                                                        | 1                                                         | –                                                         | –                                                         | –                                                         | –                                                         | –                                                         | –                                                         | –                                                         |
| Серія WTA 125K (S)             | 160   | 95    | 57   | 29                                                        | 15                                                        | 1                                                         | –                                                         | –                                                         | 6                                                         | –                                                         | 4                                                         | 1                                                         |
| Серія WTA 125K (D)             | 160   | 95    | 57   | 29                                                        | 1                                                         | –                                                         | –                                                         | –                                                         | –                                                         | –                                                         | –                                                         | –                                                         |
| ITF $100,000 +H                | 150   | 90    | 55   | 28                                                        | 14/1                                                      | 1                                                         | –                                                         | –                                                         | 6                                                         | 4                                                         | 1                                                         | –                                                         |
| ITF $100,000                   | 140   | 85    | 50   | 25                                                        | 13/1                                                      | 1                                                         | –                                                         | –                                                         | 6                                                         | 4                                                         | 1                                                         | –                                                         |
| ITF $75,000 + H                | 130   | 80    | 48   | 24                                                        | 12/1                                                      | 1                                                         | –                                                         | –                                                         | 5                                                         | 3                                                         | 1                                                         | –                                                         |
| ITF $75,000                    | 115   | 70    | 42   | 21                                                        | 10/1                                                      | 1                                                         | –                                                         | –                                                         | 5                                                         | 3                                                         | 1                                                         | –                                                         |
| ITF $50,000 + H                | 100   | 60    | 36   | 18                                                        | 9/1                                                       | 1                                                         | –                                                         | –                                                         | 5                                                         | 3                                                         | 1                                                         | –                                                         |
| ITF $50,000                    | 80    | 48    | 29   | 15                                                        | 8/1                                                       | 1                                                         | –                                                         | –                                                         | 5                                                         | 3                                                         | 1                                                         | –                                                         |
| ITF $25,000 + H                | 60    | 36    | 22   | 11                                                        | 6/1                                                       | 1                                                         | –                                                         | –                                                         | 2                                                         | –                                                         | –                                                         | –                                                         |
| ITF $25,000                    | 50    | 30    | 18   | 9                                                         | 5/1                                                       | 1                                                         | –                                                         | –                                                         | 1                                                         | –                                                         | –                                                         | –                                                         |
| ITF $15,000                    | 25    | 15    | 9    | 5                                                         | 1/0                                                       | 0                                                         | –                                                         | –                                                         | 1                                                         | –                                                         | –                                                         | –                                                         |
| ITF $10,000                    | 25    | 12    | 7    | 2                                                         | 1/0                                                       | 0                                                         | –                                                         | –                                                         | 1                                                         | –                                                         | –                                                         | –                                                         |

* Припускаючи всі виграші в коловому турнірі.

## Поточний рейтинг
| Рейтинг WTA станом на 7 квітня 2025 | Рейтинг WTA станом на 7 квітня 2025 | Рейтинг WTA станом на 7 квітня 2025 | Рейтинг WTA станом на 7 квітня 2025 | Рейтинг WTA станом на 7 квітня 2025 |
| Місце                               | Тенісистка                          | Очки                                | +/-                                 |                                     |
| ----------------------------------- | ----------------------------------- | ----------------------------------- | ----------------------------------- | ----------------------------------- |
| 1                                   | Аріна Соболенко (BLR)               | 10,541                              | ▬                                   |                                     |
| 2                                   | Іга Свьонтек (POL)                  | 7,470                               | ▬                                   |                                     |
| 3                                   | Джессіка Пегула (USA)               | 6,101                               | ▬                                   |                                     |
| 4                                   | Коко Гофф (USA)                     | 6,063                               | ▬                                   |                                     |
| 5                                   | Медісон Кіз (USA)                   | 4,999                               | ▬                                   |                                     |
| 6                                   | Жасмін Паоліні (ITA)                | 4,843                               | ▬                                   |                                     |
| 7                                   | Мірра Андреєва (RUS)                | 4,775                               | ▬                                   |                                     |
| 8                                   | Чжен Ціньвень (CHN)                 | 4,243                               | ▬                                   |                                     |
| 9                                   | Паула Бадоса (ESP)                  | 3,821                               | ▬                                   |                                     |
| 10                                  | Олена Рибакіна (KAZ)                | 3,808                               | ▬                                   |                                     |
| 11                                  | Емма Наварро (USA)                  | 3,797                               | ▬                                   |                                     |
| 12                                  | Кароліна Мухова (CZE)               | 2,919                               | ▬                                   |                                     |
| 13                                  | Діана Шнайдер (RUS)                 | 2,913                               | ▬                                   |                                     |
| 14                                  | Дарія Касаткіна (AUS)               | 2,741                               | ▬                                   |                                     |
| 15                                  | Барбора Крейчикова (CZE)            | 2,675                               | ▬                                   |                                     |
| 16                                  | Аманда Анісімова (USA)              | 2,617                               | ▬                                   |                                     |
| 17                                  | Беатріс Аддад Мая (BRA)             | 2,208                               | ▬                                   |                                     |
| 18                                  | Еліна Світоліна (UKR)               | 2,180                               | ▬                                   |                                     |
| 19                                  | Людмила Самсонова (RUS)             | 2,150                               | ▬                                   |                                     |
| 20                                  | Донна Векіч (CRO)                   | 2,141                               | ▬                                   |                                     |

| Рейтинг тенісисток у парному розряді станом на 31 січня 2022 | Рейтинг тенісисток у парному розряді станом на 31 січня 2022 | Рейтинг тенісисток у парному розряді станом на 31 січня 2022 | Рейтинг тенісисток у парному розряді станом на 31 січня 2022 | Рейтинг тенісисток у парному розряді станом на 31 січня 2022 |
| #                                                            | Тенісистка                                                   | Очки                                                         | +/-                                                          |                                                              |
| ------------------------------------------------------------ | ------------------------------------------------------------ | ------------------------------------------------------------ | ------------------------------------------------------------ | ------------------------------------------------------------ |
| 1                                                            | Катержина Сінякова (CZE)                                     | 8,785                                                        | ▬                                                            |                                                              |
| 2                                                            | Барбора Крейчикова (CZE)                                     | 8,460                                                        | ▬                                                            |                                                              |
| 3                                                            | Сє Шувей (TPE)                                               | 6,344                                                        | ▬                                                            |                                                              |
| 4                                                            | Елісе Мертенс (BEL)                                          | 6,275                                                        | ▬                                                            |                                                              |
| 5                                                            | Аояма Сюко (JPN)                                             | 5,575                                                        | ▲ 1                                                          |                                                              |
| 5                                                            | Ена Сібахара (JPN)                                           | 5,575                                                        | ▲ 1                                                          |                                                              |
| 7                                                            | Чжан Шуай (CHN)                                              | 4,940                                                        | ▲ 1                                                          |                                                              |
| 8                                                            | Габріела Дабровскі (CAN)                                     | 4,935                                                        | ▼ 3                                                          |                                                              |
| 9                                                            | Вероніка Кудерметова (RUS)                                   | 4,550                                                        | ▲ 4                                                          |                                                              |
| 10                                                           | Дарія Юрак Шрайбер (CRO)                                     | 4,195                                                        | ▼ 1                                                          |                                                              |
| 11                                                           | Алекса Гуарачі (CHL)                                         | 4,090                                                        | ▲ 1                                                          |                                                              |
| 12                                                           | Луїза Стефані (BRA)                                          | 4,025                                                        | ▼ 1                                                          |                                                              |
| 13                                                           | Демі Схюрс (NED)                                             | 3,750                                                        | ▼ 3                                                          |                                                              |
| 14                                                           | Саманта Стосур (AUS)                                         | 3,711                                                        | ▲ 1                                                          |                                                              |
| 15                                                           | Дезіре Кравчик (USA)                                         | 3,535                                                        | ▲ 1                                                          |                                                              |
| 16                                                           | Андрея Клепач (SLO)                                          | 3,470                                                        | ▲ 2                                                          |                                                              |
| 17                                                           | Бетані Маттек-Сендс (USA)                                    | 3,360                                                        | ▬                                                            |                                                              |
| 18                                                           | Ніколь Меліхар-Мартінес (USA)                                | 3,340                                                        | ▼ 4                                                          |                                                              |
| 19                                                           | Сторм Сендерс (AUS)                                          | 3,250                                                        | ▲ 8                                                          |                                                              |
| 20                                                           | Джуліана Олмос (MEX)                                         | 3,100                                                        | ▼ 1                                                          |                                                              |

## Перші ракетки світу
У таблиці наведено хронологічний перелік тенісисток, що займали першу сходинку рейтингу з часу його створення (зеленим позначено активних тенісисток):
| #  | Гравець               | Дата першого входження | Загальне число тижнів |
| -- | --------------------- | ---------------------- | --------------------- |
| 1  | Кріс Еверт            | 3 листопада 1975       | 260                   |
| 2  | Івонн Гулагонг Коулі  | 26 квітня 1976         | 2                     |
| 3  | Мартіна Навратілова   | 10 липня 1978          | 332                   |
| 4  | Трейсі Остін          | 7 квітня 1980          | 21                    |
| 5  | Штеффі Граф           | 17 серпня 1987         | 377                   |
| 6  | / Моніка Селеш        | 11 березня 1991        | 178                   |
| 7  | Аранча Санчес Вікаріо | 6 лютого 1995          | 12                    |
| 8  | Мартіна Хінгіс        | 31 березня 1997        | 209                   |
| 9  | Ліндсі Девенпорт      | 12 жовтня 1998         | 98                    |
| 10 | Дженніфер Капріаті    | 15 жовтня 2001         | 17                    |
| 11 | Вінус Вільямс         | 25 лютого 2002         | 11                    |
| 12 | Серена Вільямс        | 8 липня 2002           | 319                   |
| 13 | Кім Клейстерс         | 11 серпня 2003         | 20                    |
| 14 | Жустін Енен           | 20 жовтня 2003         | 117                   |
| 15 | Амелі Моресмо         | 13 вересня 2004        | 39                    |
| 16 | Марія Шарапова        | 22 серпня 2005         | 21                    |
| 17 | Ана Іванович          | 9 червня 2008          | 12                    |
| 18 | Єлена Янкович         | 11 серпня 2008         | 18                    |
| 19 | Дінара Сафіна         | 20 квітня 2009         | 26                    |
| 20 | Каролін Возняцкі      | 11 жовтня 2010         | 71                    |
| 21 | Вікторія Азаренко     | 30 січня 2012          | 51                    |
| 22 | Анджелік Кербер       | 12 вересня 2016        | 34                    |
| 23 | Кароліна Плішкова     | 17 липня 2017          | 8                     |
| 24 | Гарбінє Мугуруса      | 11 вересня 2017        | 4                     |
| 25 | Симона Халеп          | 9 жовтня 2017          | 64                    |
| 26 | Наомі Осака           | 28 січня 2019          | 25                    |
| 27 | Ешлі Барті            | 24 червня 2019         | 121                   |
| 28 | Іга Свьонтек          | 4 липня 2022           | 125                   |
| 29 | Аріна Соболенко       | 11 вересня 2023        | 29                    |

Останнє оновлення: 16 березня 2025

## Перші ракетки світу на кінець року

### Індивідуальний розряд
| Рік  | Тенісистка               |
| ---- | ------------------------ |
| 1975 | Кріс Еверт (1)           |
| 1976 | Кріс Еверт               |
| 1977 | Кріс Еверт               |
| 1978 | Мартіна Навратілова (2)  |
| 1979 | Мартіна Навратілова      |
| 1980 | Кріс Еверт               |
| 1981 | Кріс Еверт               |
| 1982 | Мартіна Навратілова      |
| 1983 | Мартіна Навратілова      |
| 1984 | Мартіна Навратілова      |
| 1985 | Мартіна Навратілова      |
| 1986 | Мартіна Навратілова      |
| 1987 | Штеффі Граф (3)          |
| 1988 | Штеффі Граф              |
| 1989 | Штеффі Граф              |
| 1990 | Штеффі Граф              |
| 1991 | Моніка Селеш (4)         |
| 1992 | Моніка Селеш             |
| 1993 | Штеффі Граф              |
| 1994 | Штеффі Граф              |
| 1995 | Штеффі Граф Моніка Селеш |
| 1996 | Штеффі Граф              |
| 1997 | Мартіна Хінгіс (5)       |
| 1998 | Лінзі Девенпорт (6)      |
| 1999 | Мартіна Хінгіс           |

| Рік  | Тенісистка             |
| ---- | ---------------------- |
| 2000 | Мартіна Хінгіс         |
| 2001 | Лінзі Девенпорт        |
| 2002 | Серена Вільямс (7)     |
| 2003 | Жустін Енен (8)        |
| 2004 | Лінзі Девенпорт        |
| 2005 | Лінзі Девенпорт        |
| 2006 | Жустін Енен            |
| 2007 | Жустін Енен            |
| 2008 | Єлена Янкович (9)      |
| 2009 | Серена Вільямс         |
| 2010 | Каролін Возняцкі (10)  |
| 2011 | Каролін Возняцкі       |
| 2012 | Вікторія Азаренко (11) |
| 2013 | Серена Вільямс         |
| 2014 | Серена Вільямс         |
| 2015 | Серена Вільямс         |
| 2016 | Анджелік Кербер (12)   |
| 2017 | Симона Халеп (13)      |
| 2018 | Симона Халеп           |
| 2019 | Ешлі Барті (14)        |
| 2020 | Ешлі Барті             |
| 2021 | Ешлі Барті             |
| 2022 | Іга Свьонтек (15)      |
| 2023 | Іга Свьонтек (15)      |
| 2024 | Аріна Соболенко (16)   |

| № 1 упродовж усього року |

### Парний розряд
| Рік  | Країна  | Тенісистка                                      | Пара                                    |
| ---- | ------- | ----------------------------------------------- | --------------------------------------- |
| 1984 | USA     | Мартіна Навратілова (1)                         | Мартіна Навратілова / Пем Шрайвер       |
| 1985 | USA     | Пем Шрайвер (2)                                 | Мартіна Навратілова / Пем Шрайвер       |
| 1986 | USA     | Мартіна Навратілова                             | Мартіна Навратілова / Пем Шрайвер       |
| 1987 | USA     | Мартіна Навратілова                             | Мартіна Навратілова / Пем Шрайвер       |
| 1988 | USA     | Мартіна Навратілова                             | Мартіна Навратілова / Пем Шрайвер       |
| 1989 | USA     | Мартіна Навратілова                             | Гелена Сукова / Яна Новотна             |
| 1990 | TCH     | Гелена Сукова (3)                               | Гелена Сукова / Яна Новотна             |
| 1991 | TCH     | Яна Новотна (4)                                 | Джиджі Фернандес / Яна Новотна          |
| 1992 | CZE     | Гелена Сукова                                   | Лариса Нейланд / Наташа Зверєва         |
| 1993 | USA     | Джиджі Фернандес (5)                            | Джиджі Фернандес / Наташа Зверєва       |
| 1994 | BLR     | Наташа Звєрєва (6)                              | Джиджі Фернандес / Наташа Зверєва       |
| 1995 | ESP     | Аранча Санчес Вікаріо (7)                       | Джиджі Фернандес / Наташа Зверєва       |
| 1996 | ESP     | Аранча Санчес Вікаріо                           | Яна Новотна / Аранча Санчес Вікаріо     |
| 1997 | BLR     | Наташа Зверєва                                  | Джиджі Фернандес / Наташа Зверєва       |
| 1998 | BLR     | Наташа Зверєва                                  | Мартіна Хінгіс / Яна Новотна            |
| 1999 | RUS     | Анна Курникова (8)                              | Мартіна Хінгіс / Ганна Курнікова        |
| 2000 | JPN     | Суґіяма Ай (9)                                  | Серена Вільямс / Вінус Вільямс          |
| 2001 | USA     | Ліза Реймонд (10)                               | Ліза Реймонд / Рене Стаббс              |
| 2002 | ARG     | Паола Суарес (11)                               | Вірхінія Руано Паскуаль / Паола Суарес  |
| 2003 | ARG     | Паола Суарес                                    | Вірхінія Руано Паскуаль / Паола Суарес  |
| 2004 | ESP     | Вірхінія Руано Паскуаль (12)                    | Вірхінія Руано Паскуаль / Паола Суарес  |
| 2005 | ZIM     | Кара Блек (13)                                  | Ліза Реймонд / Саманта Стосур           |
| 2006 | USA AUS | Ліза Реймонд Саманта Стосур (14)                | Ліза Реймонд / Саманта Стосур           |
| 2007 | ZIM USA | Кара Блек Лізель Губер (15)                     | Кара Блек / Лізел Губер                 |
| 2008 | ZIM USA | Кара Блек Лізел Губер                           | Кара Блек / Лізел Губер                 |
| 2009 | ZIM USA | Кара Блек Лізел Губер                           | Серена Вільямс / Вінус Вільямс          |
| 2010 | ARG     | Хісела Дулко (16)                               | Хісела Дулько / Флавія Пеннетта         |
| 2011 | USA     | Лізел Губер                                     | Квета Пешке / Катарина Среботнік        |
| 2012 | ITA     | Роберта Вінчі (17)                              | Сара Еррані / Роберта Вінчі             |
| 2013 | ITA     | Роберта Вінчі                                   | Сара Еррані / Роберта Вінчі             |
| 2013 | ITA     | Сара Еррані (18)                                | Сара Еррані / Роберта Вінчі             |
| 2014 | ITA     | Роберта Вінчі Сара Еррані                       | Сара Еррані / Роберта Вінчі             |
| 2015 | IND     | Саня Мірза (19)                                 | Мартіна Хінгіс / Саня Мірза             |
| 2016 | IND     | Саня Мірза                                      | Каролін Гарсія / Крістіна Младенович    |
| 2017 | TPE SUI | Чжань Юнжань (20) Мартіна Хінгіс (21)           | Мартіна Хінгіс / Чжань Юнжань           |
| 2018 | CZE CZE | Барбора Крейчикова (22) Катержина Сінякова (23) | Катержина Сінякова / Барбора Крейчикова |
| 2019 | CZE     | Барбора Стрицова (24)                           | Барбора Стрицова / Сє Шувей             |
| 2020 | TPE     | Сє Шувей (25)                                   | Барбора Стрицова / Сє Шувей             |
| 2021 | CZE     | Катержина Сінякова                              | Барбора Крейчикова / Катержина Сінякова |
| 2022 | CZE     | Катержина Сінякова                              | Барбора Крейчикова / Катержина Сінякова |

| № 1 упродовж усього року |

## Виноски
1. ↑  WTA Tour Rankings: Singles. Women's Tennis Association. Архів оригіналу за 5 червня 2019. Процитовано 18 серпня 2017.
2. ↑  WTA Tour Rankings: Doubles. Women's Tennis Association. Архів оригіналу за 1 січня 2016. Процитовано 18 серпня 2017.
3. ↑  Ranking Points. itftennis.com. Архів оригіналу за 21 вересня 2014. Процитовано 16 вересня 2014.
4. ↑  Points and Prize Money Mean More to Olympic Tennis Holdouts. The New York Times. 30 травня 2016. Архів оригіналу за 8 листопада 2020. Процитовано 26 вересня 2021. (англ.)
5. ↑  Current WTA Rankings (singles). wtatour.com. WTA Tour, Inc.
6. ↑  WTA Rankings (doubles). wtatennis.com. WTA Tour, Inc.